# Torsby (comuna)
Torsby (em sueco: Torsby kommun) é uma comuna da Suécia localizada no norte do condado da Värmland, junto à fronteira com a Noruega. Sua capital é a cidade de Torsby. Possui 4 162 quilômetros quadrados e segundo censo de 2018, havia 11 719 habitantes.

## Geografia
A comuna de Torsby tem um terreno bastante acidentado, coberto por floresta e salpicado por numerosas turfeiras. 

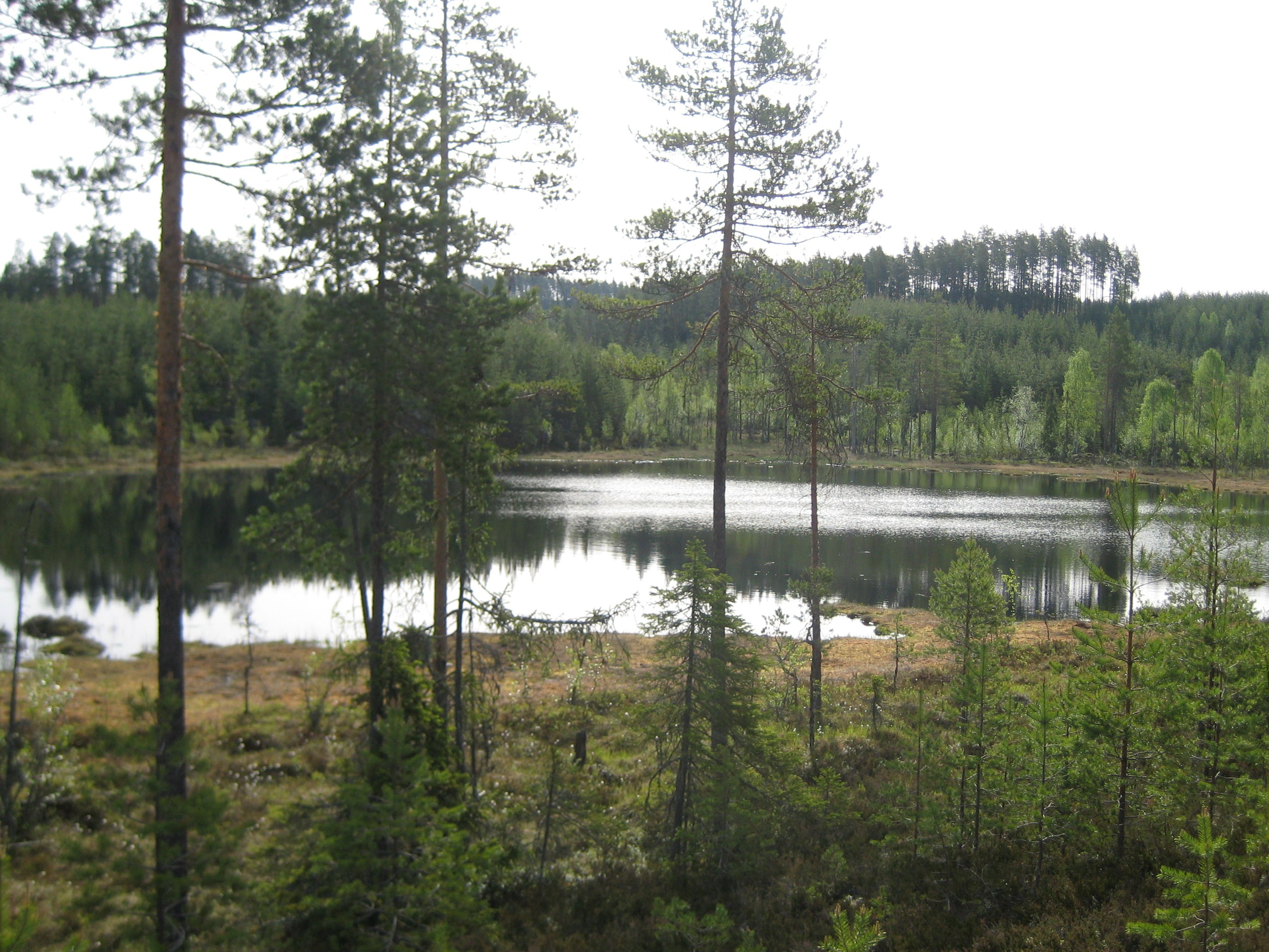
Paisagem da comuna de Torsby